# Camille Ninel
Pour les articles homonymes, voir Ninel.
Camille Ninel est un footballeur français né le 23 mars 1928 à Fort-de-France (Martinique) et mort le 20 mai 2022 à Écully.

## Biographie
Après être reconnu comme un joueur emblématique de l'Olympique lyonnais des années 1950, il œuvre ensuite pour le club de football de l'AS Écully en entraînant les jeunes de cette commune.
Il est le dernier joueur lyonnais vivant à avoir joué le premier derby entre l'Olympique Lyonnais et l'ASSE en 1951.
Il fut le premier entraîneur du FC Bressuire de la formation du club en 1965 jusqu'en 1970.
Il est le plus âgé des 120 anciens joueurs de l'Olympique lyonnais présents, le 5 novembre 2015, lors du dernier match de Ligue 1 au stade de Gerland.
Il meurt le 20 mai 2022 à l'âge de 94 ans.

## Carrière de joueur
- 1950-1961 :  Olympique lyonnais[4]

## Palmarès
- International B
- Champion de France de D2 en 1954 avec l'Olympique lyonnais
- Il a participé à 13 derbies Olympique lyonnais-AS Saint-Étienne